# 武定路 (上海)
武定路是中華人民共和國上海市静安区一條東西走向道路，东起石门二路，西至武寧南路，中与泰兴路、昌化路、江宁路、陕西北路、西康路、常德路、胶州路、延平路相交。道路全长1460米，宽14至16米。道路於1936年前開始修建。最初名為开纳路，1943年改名开源路。1949年改為武定路，路名來自於雲南省武定縣。